# Onegai Twins
Onegai Twins (おねがい☆ツインズ, Onegai ☆ Tsuinzu) (ou Please Twins! dans sa version anglophone) est une série télévisée d'animation japonaise diffusée en 2003 au Japon. Un manga a également vu le jour en 2005.

## Fiche technique
- Production : Bandai Visual
- Réalisateur : Yasunori Ide
- Scénario : Yousuke Kuroda
- Character design : Hiroaki Gohda
- Mecha design : Yoshihiro Watanabe
- Licencié en France par : Mabell
- Nombre d'épisodes : 12 + 1 (OAV)

## Synopsis
Maiku est un jeune lycéen vivant seul en développant des programmes informatiques. Un jour débarquent chez lui deux jeunes filles, Miina et Karen, prétendant être ses sœurs. En effet, l'une d'entre elles serait sa sœur jumelle. Malheureusement, ils sont tous trois en possession de la même photo, seul vestige de leur passé inconnu. La petite vie tranquille de Maiku risque d'être bien bouleversée car l'une des jeunes filles est une intruse.

## Personnages
Maiku Kamishiro (神城 麻郁, Kamishiro Maiku)
Voix japonaise : Daisuke Namikawa
Personnage principal de l'histoire, c'est un jeune lycéen qui habite seul dans une maison, gagnant sa vie en parallèle de l'école en tant que programmeur informatique. Il a été abandonné par sa mère alors qu'il était tout petit. Seul souvenir de son enfance, une photo de lui et d'une petite fille jouant ensemble dans une piscine de jardin. Décidé à oublier ses soucis, il va mener sa vie dans son coin, sans chercher à beaucoup se lier aux autres. Pourtant, l'arrivée de deux jeunes filles, Miina Miyafuji et Karen Onodera, va perturber son petit train de vie tranquille.
Miina Miyafuji (宮藤 深衣奈, Miyafuji Miina)
Voix japonaise : Mai Nakahara
Jeune fille qui débarque chez Maiku en prétendant être sa sœur jumelle. Elle a les mêmes yeux bleus et a fait une longue route pour retrouver son frère. Elle possède elle aussi la photo de la maison de Maiku et l'a cherché pendant longtemps. Après un petit débat, elle s'installe chez lui et anime la maison, en compagnie de Karen. Elle est terriblement amoureuse de Maiku, mais leur possible lien de parenté lui pose des problèmes sentimentaux d'ordre éthique.
Karen Onodera (小野寺 樺恋, Onodera Karen)
Voix japonaise : Ai Shimizu
Karen débarque chez Maiku en prétendant être sa sœur jumelle. Elle a les mêmes yeux bleus que Maiku et possède également la photo de la maison. D'un naturel timide et réservé, elle est le parfait opposé de Miina, avec qui elle s'entend pourtant admirablement. Elle a une fâcheuse tendance à l'évanouissement quand elle est submergée par un trop plein d'émotions. Elle a pour amie Chibi, la petite bestiole volante de Onegai Teacher, renommée "Marie". Elle nourrit un amour secret pour Maiku.
Tsubaki Oribe (織部 椿, Oribe Tsubaki)
Voix japonaise : Michiko Neya
Vice-Présidente du conseil des étudiants. C'est une jeune fille très attirante qui aime secrètement Maiku. Elle ne supporte pas de le voir en compagnie de Karen et surtout de Miina. Miina et Tsubaki sont en rivalité constante pour l'amour de Maiku. Leur principal sujet de discorde est la taille de leur poitrine respective... Dévouée à son sempai, la Présidente Morino, Tsubaki ne recule devant aucun stratagème pour tenter de séduire Maiku.
Cependant, ses sentiments ne sont pas au clair concernant son ancienne relation avec Kousei et elle hésite encore beaucoup à ouvrir son cœur.
Kousei Shimazaki (島崎 康生, Shimazaki Kōsei)
Voix japonaise : Kenichi Suzumura
Grand ami de Maiku, cette amitié un peu trop..."intime"...nourrit nombre de rumeurs sur sa possible homosexualité (bien qu'il laisse toujours planer le doute sur lui...). En réalité, il est bisexuel. Il recherche constamment la compagnie de Maiku, mais n'hésite pas à se laisser devant Karen et Miina, provoquant des scènes assez drôles. Il reste néanmoins un garçon sympathique, un ami fidèle sur qui Maiku peut compter en cas de souci.
Il fut le petit ami de Tsubaki, mais ils ont rompu. Malgré cela, il garde toujours au fond de lui des sentiments profond pour la jolie Vice-Présidente.

### Personnages issus deOnegai Teacher
Onegai Twins  reprend aussi certains personnages de Onegai Teacher en modifiant un peu leur histoire :
Mizuho Kazami (風見 みずほ, Kazami Mizuho)
Voix japonaise : Kikuko Inoue
Toujours professeur dans le même lycée que dans la série " Teacher ", Mizuho n'en reste pas moins naïve au possible, bien que extrêmement gentille et compréhensive. Elle est mariée à Kusanagi Kei, le héros de Onegai Teacher (que l'on aperçoit dans les épisodes 7 et 9 ). Ses traits extra-terrestres sont toujours bien présents et elle n'hésite pas à utiliser les facultés de téléportation de Marie afin de résoudre certaines situations délicates...
Ichigo Morino (森野 苺, Morino Ichigo)
Voix japonaise : Yukari Tamura
Beaucoup plus espiègle que dans Onegai Teacher, c'est la présidente du conseil des étudiants. Elle est beaucoup plus décontractée (et plus perfide) que dans l'anime précédent.
Matagu Shido (四道 跨, Shidō Matagu)
Voix japonaise : Hiroaki Miura
Toujours égal à lui-même, Matagu n'a pas changé d'un poil, si ce n'est qu'il est beaucoup moins timide que dans la série des "Teacher" ! Il joue un peu le rôle que tenait Hyôsuke dans cette précédente série. On lui découvre cependant une petite sœur, Haruko.
Kaede Misumi (水澄 楓, Misumi Kaede)
Voix japonaise : Sayaka Ohara
Elle apparaît dans le générique de fin du dernier épisode. Pour sa description, voir Onegai Teacher.
Koishi Herikawa (縁川小石, Herikawa Koishi)
Voix japonaise : Ayako Kawasumi
Elle apparaît brièvement dans les deux derniers épisodes et le dernier ending. Pour sa description, voir Onegai Teacher.

## Liste des épisodes
| No  | Titre anglais                 | Titre japonais         | Titre japonais             | Date de 1re diffusion |
| No  | Titre anglais                 | Kanji                  | Rōmaji                     | Date de 1re diffusion |
| --- | ----------------------------- | ---------------------- | -------------------------- | --------------------- |
| 01  | Triplets?                     | 双子が3人?             | Futago ga Sannin?          | 15 juillet 2003       |
| 02  | We Might be Related           | 肉親かもしれない       | Nikushin ka mo Shirenai    | 22 juillet 2003       |
| 03  | We Might be Strangers         | 他人かもしれない       | Tanin ka mo Shirenai       | 29 juillet 2003       |
| 04  | Kind to You                   | きみにやさしく         | Kimi ni Yasashiku          | 5 août 2003           |
| 05  | Do You Like Girls?            | 女の子は好きですか?    | Onnanoko wa Suki desu ka?  | 19 août 2003          |
| 06  | Love Alliance                 | 恋愛同盟               | Ren'ai Dōmei               | 26 août 2003          |
| 07  | Making Memories               | おもいでづくり         | Omoidezukuri               | 2 septembre 2003      |
| 08  | Be Honest in Love             | 恋は素直に             | Koi wa Sunao ni            | 9 septembre 2003      |
| 09  | Don't Leave Me Out            | ぬけがけしないで       | Nukegake Shinaide          | 16 septembre 2003     |
| 10  | I Want to Run Again           | もういちど走りたい     | Mō Ichido Hashiritai       | 30 septembre 2003     |
| 11  | I Want to Tell You I Love You | あなたに好きと伝えたい | Anata ni Suki to Tsutaetai | 7 octobre 2003        |
| 12  | We Are Three Twins            | 3人でツインズ          | Sannin de Tsuinzu          | 14 octobre 2003       |
| OVA | The Summer Never Ends         | 夏は終わらない         | Natsu wa Owaranai          | 23 avril 2004         |

## Musique
Générique d'ouverture
- "Second Flight" interprété par KOTOKO et Hiromi Satō

Générique de fin
- "Asu e no Namida" interprété par Mami Kawada.